# Krigsåret 1792

## Pågående krig
- Franska revolutionskrigen (1792-1802)[1], andra koalitionskriget (1798-1801) 
  - Frankrike med flera på ena sidan
  - Österrike, Storbritannien, Ryssland med flera på andra sidan

- Indiankrigen (1622-1918)
  - Diverse stater i Amerika på ena sidan
  - Diverse indainstammar på andra sidan

- Kriget mot ohioindianerna (1785-1795)
  - USA på ena sidan.
  - Västra konfederationen på andra sidan.

- Polsk-ryska kriget
  - Polsk-litauiska samväldet på ena sidan.
  - Ryssland och Targowicakonfederationen på andra sidan.

## Händelser
- 20 september – Slaget vid Valmy

## Födda
- 14 januari – Christian de Meza, dansk överbefälhavare.
- 27 februari – Baldomero Espartero, spansk general.

## Avlidna
- 5 januari – Carl Gustaf Armfeldt d.y., svensk generalmajor.

### Fotnoter
1. ↑  ”World Statesmen”. http://www.worldstatesmen.org/WARS.html. Läst 28 juni 2011.